# Patrouilleur de surveillance des sites

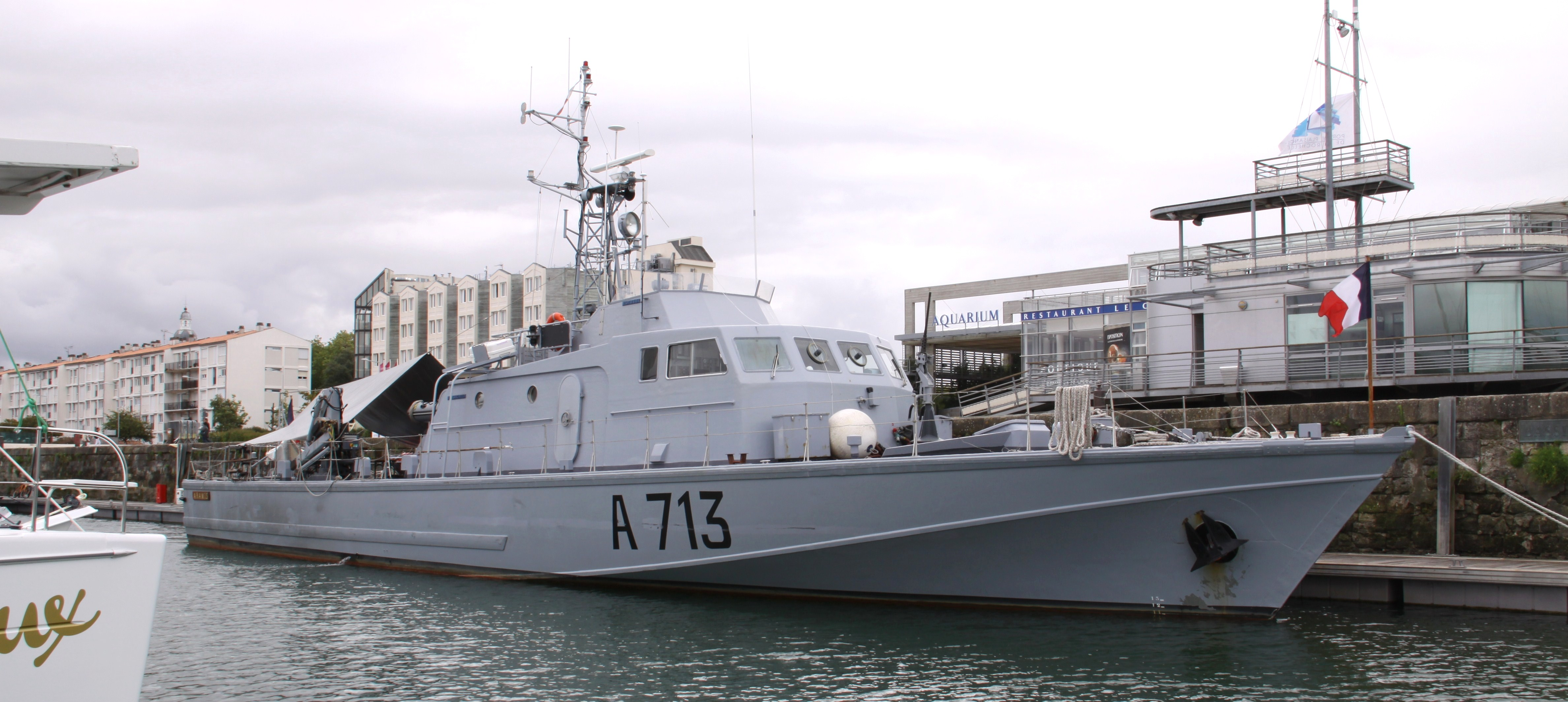
Le patrouilleur de la Marine Nationale française "Aramis".

Les Patrouilleurs de Surveillance des Sites (ou PSS) sont une classe de navires servant, à l'origine, dans la marine nationale française. Ils étaient destinés à participer à la surveillance du centre d'essais des Landes.

## Historique
Ils sont affectés à la Base Navale Adour. Cette base ferme le 6 juillet 2015 et les deux patrouilleurs sont réaffectés à la gendarmerie nationale,.
Ces deux navires sont retirés du service actif le 8 décembre 2022

## Navires de la classe
Deux navires ont été construits.
| Nom du navire | Numéro de coque | Date de lancement | En service depuis | Réaffectation             |
| ------------- | --------------- | ----------------- | ----------------- | ------------------------- |
| Athos         | A712            | 20 novembre 1979  | 14 mars 1980      |                           |
| Aramis        | A713            | 9 septembre 1980  | 29 janvier 1981   | P726 - Gendarmerie (2016) |